# Alexandre I de Grècia
Alexandre I de Grècia (Atenes 1893 - Atenes 1920) Rei de Grècia (1917-1920). Fill del rei Constantí I de Grècia i de la princesa Sofia de Prússia, germana del kàiser Guillem II d'Alemanya. Nasqué a Atenes l'1 d'agost de 1893 i morí a la capital grega l'any 1920 a causa de la mossegada d'un ximpanzé.
Durant la seva joventut participà en les dues guerres balcàniques. Accedí el tron l'any 1917 després de l'abdicació del rei Constantí I i la renúncia del seu germà gran el futur Jordi II de Grècia. Durant el seu breu regnat la característica més important fou la inestabilitat interna de la política grega i la precarietat amb què la monarquia se sostenia com a forma de govern a Grècia.
El 17 de novembre de 1919 Alexandre I es casà amb Aspassia Manos, amiga atenenca de la infància del rei. La polèmica fou immediata i la resta de la família reial, a l'exili, expressaren la seva oposició total a l'esmentat enllaç i a la jove esposa no se li reconegué cap títol reial ni el tractament d'altesa reial.
Alexandre I morí a Atenes l'any següent a causa d'una mossegada de ximpanzé al parc reial de Tatoi. Del seu enllaç en nasqué una filla pòstuma:
- SAR la princesa Alexandra de Grècia nascuda el 1921 a Atenes i morta el 1993 a l'illa de Giudeca a Venècia. Es casà amb el rei Pere II de Iugoslàvia el 1944 a Londres.

Alexandre I fou substituït al capdavant de la institució monàrquica novament pel seu pare el rei Constantí I de Grècia.